# Flughafen Gan

i7
i11
i13
Der Gan International Airport (IATA-Code: GAN, ICAO-Code: VRMG) ist der zweitgrößte Flughafen der Malediven.

## Lage und Bedeutung

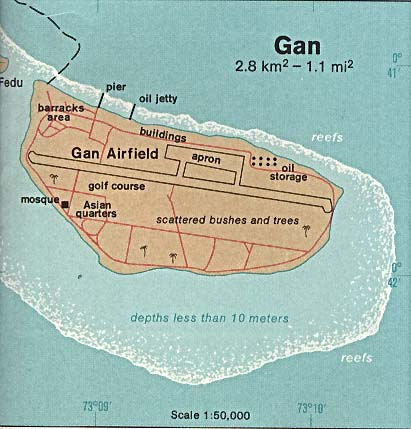
Karte der Insel Gan von 1976

Der Flughafen liegt auf der Insel Gan im Addu-Atoll am südlichsten Punkt der Malediven, wenig südlich des Äquators.
Der Gan International Airport ist neben dem Flughafen Malé, dem Flughafen Hanimaadhoo und dem Flughafen Maamigili der vierte internationale Flughafen des Landes. Er wurde vom Regional- zum internationalen Flughafen ausgebaut, um dem steigenden Touristenverkehr Rechnung zu tragen und den Süden der Malediven touristisch zu erschließen.
Der Flughafen wird von den maledivischen Fluggesellschaften Maldivian (früher Island Aviation Services Ltd.) und Trans Maldivian Airways im Linienverkehr angeflogen. Die nicht mehr bestehende Air Equator hatte in Gan ihren Hauptsitz.

## Geschichte
Im Jahr 1941 wurde während des Zweiten Weltkriegs auf der Insel ein Stützpunkt der britischen Royal Navy errichtet, später ein Flugplatz. Während des Krieges wurde ein britischer Tanker im Hafen vom deutschen U-Boot U-183 beschossen.
Wegen des Verlusts einer Reihe von Stationen im Nahen und Mittleren Osten übernahm die Royal Air Force den Flugplatz und erweiterte die existierende kleine Piste zur Royal Air Force Station Gan, kurz RAF Gan, einem wichtigen Zwischenstopp für Versorgungsflüge und Verlegungen von Kampfflugzeugen in den Fernen Osten.
Von dort wurden auch mehrere Raketentests mit der Rakete Kookaburra durchgeführt. Im Jahr 1976 wurde der Stützpunkt aufgegeben.
Die Landebahn diente danach als Regionalflughafen, wurde aber letztlich zum internationalen Flughafen ausgebaut und 2007 eröffnet. Die Fluggesellschaft Condor war die erste, die von Deutschland aus einen direkten Flug anbot.

## Zwischenfälle
- Am 3. Juli 1959 landete eine Handley Page Hastings C.1 der Royal Air Force (Luftfahrzeugkennzeichen TG580) auf dem Militärflugplatz RAF Gan mit einem Seitenwind von 23 Knoten, deutlich über der höchstzulässigen Grenze. Das Fahrwerk brach zusammen, das Flugzeug kam ins Schleudern und rutschte von der Landebahn. Es wurde irreparabel beschädigt. Alle Insassen, Besatzungsmitglieder und Passagiere, überlebten den Unfall.[4]

- Am 1. März 1960 wurde eine Handley Page Hastings C.1 der Royal Air Force (TG579) beim zweiten Anflugversuch auf den Militärflugplatz RAF Gan ins Meer geflogen, nachdem die Piloten in schlechtem Wetter einen sehr tiefen Anflug durchgeführt hatten und durch einen Blitz geblendet worden waren. Auch Übermüdung wurde als beitragender Faktor ermittelt. Bei diesem CFIT (Controlled flight into terrain) überlebten alle 20 Insassen den Unfall, sechs Besatzungsmitglieder und 14 Passagiere.[5]